# 55 Cancri b
55 Cancri b (abreviado 55 Cncb), también llamado Rho Cancri b, HD 75732 b o propiamente como Galileo (Designado por la IAU), es un planeta extrasolar que orbita alrededor de la estrella enana amarilla 55 Cancri, la estrella más masiva del sistema binario 55 Cancri. Está situado en la constelación de Cáncer, a aproximadamente 40,3 años luz de distancia de la Tierra. Forma parte de un sistema planetario con hasta 5 planetas descubiertos hasta ahora.

## Descubrimiento
Este planeta extrasolar, similar a 51 Pegasi, fue descubierto, junto con el planeta de Tau Bootis y el planeta interior de Upsilon Andromedae, el 12 de abril de 1996, en California (Estados Unidos), por un equipo astrónomos encabezado por Geoffrey Marcy. Como la mayoría de exoplanetas, Rho Cancri b fue descubierto gracias a la técnica de la velocidad radial, que consiste en medir la influencia de la gravedad de un planeta en su estrella. Estas mediciones de velocidad radial todavía mostraron una tendencia no contabilizada por este planeta, lo que podría explicarse por la influencia gravitatoria de un objeto más lejano. Fue el primer planeta en descubrirse de este relativamente lejano sistema. Una característica interesante de este mundo es que fue el cuarto planeta extrasolar descubierto, sin contar los planetas que orbitan alrededor de púlsares.
Este planeta fue designado HR 3522b por sus descubridores (HR 3522 es una denominación alternativa para 55 Cancri), aunque es más comúnmente conocida como 55 Cancri b. En virtud de las reglas para nombrar objetos en sistemas estelares binarios, debería llamarse 55 Cancri Ab y de esta forma más formal se utiliza ocasionalmente para evitar la confusión con la estrella secundaria 55 Cancri B.

## Características
Rho Cancri b es un Júpiter caliente, es decir, un planeta con una masa similar a la de Júpiter, que tiene una temperatura relativamente elevada, principalmente causada por la proximidad a su estrella. Algunas observaciones indican que este planeta tiene una inclinación de 51°, cosa que todavía esta por confirmar. Se cree que tiene una temperatura en torno a los 735 K, aunque, a pesar de las altas temperaturas, no es uno de los planetas extrasolares más calientes. Su masa mínima es aproximadamente de unas 0,824 masas jovianas, y de 261,74 terrestres (1,5635 x 1027 kg), además, tiene un radio como mínimo 0,58 veces el de Júpiter (41 x 103 km). Su periodo orbital es de aproximadamente 14,65 días (1,266 x 106 s), que sería unas 4 veces más largo que el de su compañero 55 Cancri e. Dado la gigantesca masa de este cuerpo, se puede decir que es un gigante gaseoso, ya que es prácticamente imposible que uno planeta rocoso tenga una masa similar a la de Rho Cancri b. También es muy improbable que posea algún satélite, ya que las fuertes fuerzas de marea acabarían destrozando cualquier cuerpo que fuese capturado por la gravedad de este planeta.
Dado que este planeta fue detectado por un método indirecto, a través de la influencia de la gravedad sobre Cancri 55 A, algunas propiedades tales como su composición atmosférica, su radio y su temperatura son inciertos o desconocidos. Suponiendo que tenga una composición similar a Júpiter y que su entorno sea más o menos químicamente estable, 55 Cancri b se cree que tiene una atmósfera sin nubes, con un espectro dominado por líneas de absorción correspondientes a los metales alcalinos. 55 Cancri b está suficientemente cerca de canto que su atmósfera superior transita la estrella.

## El sistema de 55 Cancri

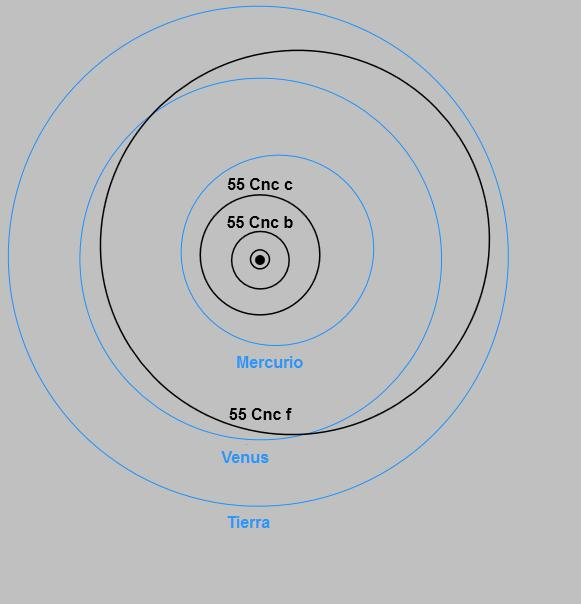
Comparación de las órbitas de los planetas de 55 Cancri (negro) con las del sistema solar (azul).

Observaciones del telescopio espacial Hubble indican que el planeta tendría 53° de inclinación respecto del plano del cielo, además, esta observación se ha realizado con todos los planetas de este sistema, cosa que, si se confirmara, daría lugar a un sistema coplanario, es decir, un sistema donde todos sus planetas tengan la misma inclinación. Según estas observaciones, la masa real de éste planeta serían 1,03 masas jovianas (1,95 x 1027 kg).
| Planeta     | Masa (MJ)      | Periodo orbital (en días) | Eje semi-mayor (ua) | Excentricidad |
| ----------- | -------------- | ------------------------- | ------------------- | ------------- |
| 55 Cancri b | > 0,784 ± 0,09 | 14,67 ± 0,0006            | 0,115 ± 0,003       | 0,0197 ± 0,01 |
| 55 Cancri c | > 0,217 ± 0,04 | 43,93 ± 0,021             | 0,240 ± 0,005       | 0,44 ± 0,08   |
| 55 Cancri d | > 3,92 ± 0,5   | 4517,4 ± 77,8             | 5,257 ± 0,9         | 0,327 ± 0,28  |
| 55 Cancri e | > 0,045 ± 0,01 | 2,81 ± 0,002              | 0,038 ± 0,001       | 0,174 ± 0,127 |
| 55 Cancri f | > 0,144 ± 0,04 | 260 ± 1,1                 | 0,781 ± 0,007       | 0,2 ± 0,2     |